# Dirceu
Dirceu José Guimarães, bekannt unter seinem Künstlernamen Dirceu (* 15. Juni 1952 in Curitiba; † 15. September 1995 in Rio de Janeiro) war ein brasilianischer Fußballspieler.

## Karriere
Er spielte im offensiven Mittelfeld in einer Vielzahl von Teams. Außerdem spielte er in der brasilianischen Nationalmannschaft und nahm an drei Weltmeisterschaften teil. Er begann seine Karriere in Brasilien und setzte diese in Mexiko, Spanien und Italien fort. Für den spanischen Erstligaklub Atlético Madrid spielte er in drei Saisons 84-mal und erzielte dabei 18 Tore. Er starb im Alter von 43 Jahren bei einem Verkehrsunfall.

### Brasilianische Olympiamannschaft
Bei den Olympischen Spielen 1972 in München war Dirceu Mitglied der brasilianischen Fußballmannschaft. Für die Mannschaft verlief das Turnier katastrophal und man schied als letzter der Gruppe C in der ersten Runde aus. Dirceu schoss zwei der insgesamt vier brasilianischen Tore.

### Nationalmannschaft
Dirceu spielte zwischen Juni 1973 und Mai 1986, 44-mal für die Seleção und schoss dabei sieben Tore. An der WM 1986 nahm er wegen einer Krankheit nicht mehr teil. Bei Weltmeisterschaften schoss er drei Tore in 11 Spielen.
- Bei der Weltmeisterschaft 1974 in Deutschland blieb er in der Vorrunde als Ersatzspieler ohne Einsatz. Dirceu kam erst in der Zwischenrunde und dem Spiel um den dritten Platz zum Einsatz,  das Brasilien gegen Polen verlor.
- Bei der Weltmeisterschaft 1978 wurde Dirceu im ersten Spiel erst in der 80. Minute eingewechselt, war danach aber Stammspieler. Er schoss drei Tore, unter anderem das Siegtor beim Spiel um den dritten Platz gegen Italien.  Dirceus Leistung in diesem Turnier wurde später durch die Wahl in das FIFA All-Star-Team gewürdigt.
- Bei der Weltmeisterschaft 1982 galt die brasilianische Seleção von 1982 als eine der besten aller Zeiten. Dirceu kam bei dieser WM nur im ersten Spiel in der ersten Halbzeit einmal zum Einsatz und saß sonst auf der Bank.

## Vereine
| - 1970–1972: Coritiba FC - 1973–1976: Botafogo FR - 1976–1976: Fluminense FC - 1977–1978: CR Vasco da Gama - 1978–1979: Club América - 1979–1982: Atlético Madrid | - 1982–1983: Hellas Verona - 1983–1984: SSC Neapel - 1984–1985: Ascoli Calcio - 1985–1986: Como Calcio - 1986–1987: US Avellino - 1988–1988: CR Vasco da Gama | - 1988–1988: Miami Sharks - 1989–1990: Harvey Bologna (Futsal) - 1989–1992: Ebolitana 1925 - 1992–1993: Benevento Calcio - 1993–1994: Giampaoli Ancona (Futsal) - 1995–1995: Atlético Yucatán |

## Erfolge
- Gewinner der Staatsmeisterschaft von Paraná 1971 und 1972 mit Coritiba
- Gewinner der  Staatsmeisterschaft von Rio de Janeiro  1976 mit Fluminense und 1977 und 1988 mit Vasco da Gama
- Er wurde in das FIFA-All-Star-Team der WM 1978 gewählt.